# Mittelmeer-Dialog
Der Mittelmeer-Dialog (MD) ist ein Kooperationsprojekt zwischen der NATO und Nicht-NATO-Staaten des Mittelmeer-Raums und wurde 1994 ins Leben gerufen. Er steht in einer Linie mit der Istanbul Cooperation Initiative (ICI) und der Partnerschaft für den Frieden (PfP).

## Ziele des MD
- Beitrag zur Sicherheit und Stabilität im Mittelmeer-Raum
- Förderung des gegenseitigen Verständnisses und Vertrauens
- Ausräumung von Missverständnissen zwischen MD-Staaten und der NATO

Diese Ziele sollen vor allem durch gute Beziehungen, vertrauensbildende Maßnahmen und offenes Auslegen der NATO-Interessen, -Ziele und -Politik bezüglich der Mittelmeer-Region erreicht werden. Sicherheit und Stabilität in Europa hängen stark von der Sicherheit und Stabilität des Mittelmeer-Raums ab. Mit Hilfe des MD sollen bestehende Anstrengungen seitens der Euro-mediterranen Partnerschaft (EUROMED) sowie der Organisation für Sicherheit und Zusammenarbeit in Europa (OSZE) verstärkt und ergänzt werden.

## Mitgliedstaaten
Zu den fünf Gründerstaaten* kamen seit 1995 zwei Länder dazu. Zurzeit umfasst der MD folgende Nationen:
| Ägypten*     | (Februar 1995)  |
| Israel*      | (Februar 1995)  |
| Mauretanien* | (Februar 1995)  |
| Marokko*     | (Februar 1995)  |
| Tunesien*    | (Februar 1995)  |
| Jordanien    | (November 1995) |
| Algerien     | (März 2000)     |

Libyen wurde am NATO-Gipfel 2012 in Chicago von politischer Seite zur Mitgliedschaft im MD eingeladen, „falls es dies wünscht“. Die Antwort ist noch ausstehend.

## Individuelle Zusammenarbeitsprogramme
Mit allen MD-Staaten hat die NATO auf ihre jeweiligen Bedürfnisse zugeschnittene individuelle Zusammenarbeitsprogramme (Individual Cooperation Program, ICP) abgeschlossen. Sie decken gemeinsame Interessen ab und erlauben eine vertiefte Zusammenarbeit, beispielsweise in den Bereichen Terrorbekämpfung und gemeinsame Militärübungen.

## Grundsätze
Die Zusammenarbeit der NATO mit den MD-Staaten basiert auf folgenden Grundsätzen:
- Der MD steht allen Mittelmeer-Staaten offen.
- Jeder MD-Staat entscheidet selbstständig, wie er am ICP teilnehmen will.
- Jeder MD-Staat hat seinen Beitrag zur Erreichung der gemeinsamen Ziele zu leisten.
- NATO- und MD-Staaten sollen gegenseitig voneinander profitieren.
- Jeder MD-Staat ist frei, das Tempo und den Umfang seiner Zusammenarbeit mit der NATO zu wählen.
- Jeder MD-Staat unterstützt die Bemühungen anderer internationalen Institutionen für die Region, beispielsweise EU, OSZE, 5+5-Dialog.
- Jeder MD-Staat respektiert und achtet die politische und kulturelle Vielfalt der Region und anderer Staaten.